# Hárún ibn Humáravajh
Abu Músza Hárún ibn Humáravajh (arab írással أبو موسى هارون بن خمارويه – Abū Mūsā Hārūn ibn Ḫumārawayh; 882 – Katái, Egyiptom, 905. január 1.) az Egyiptomot, Palesztinát, Szíriát, illetve az anatóliai határvidék és Felső-Mezopotámia egy részét uraló túlúnida dinasztia negyedik fejedelme volt.

## A trón megszerzése
A 884–896 között uralkodó Humáravajh második gyermeke volt. Fivérét, a tizennégy esztendős, részeges Dzsajsot követte a trónon, miután július 26-án a jogtudósok (fakíhok) és bírák (kádik) alkalmatlanná nyilvánították és bebörtönözték. Pontos életkorát nem ismerjük, de tudjuk, hogy fiatalabb volt fivérénél. A hatalomváltás nyomán lázadás robbant ki egyik nagybátyja, Rabía ibn Ahmad ibn Túlún vezetésével Alexandria környékén, de a berberek támogatta mozgalmat 897 őszére leverték, Rabíát pedig halálra korbácsolták a régi fővárosban, Fusztátban. Ezzel Hárún uralmát sikerült megmenteni, de az összeomlást nem lehetett megállítani. A hatalmas összegeket igénylő hadsereg és az udvar pazarlásai már Humáravajh halála idejére kiürítették a kincstárat, a gyenge központi hatalomra pedig mindinkább rátelepedtek az idővel zömmel bizánci rabszolgakatonákból (gulám) hadsereg egymással rivalizáló hadvezérei (a legfontosabb ebben az időben bizonyos Fáik, Badr és Száfi volt). A néhány évtizede épült Katáiban székelő udvartól gyakorlatilag függetlenül tevékenykedhetett a Palesztina és Szíria nagy részét uraló helytartó, Tugdzs ibn Dzsuff.

## Területveszteségek
Az egyiptomi fejedelemség megrendülését a bagdadi kormányzat arra használta fel, hogy jelentős területeket szakítson el tőle: Hárún alatt al-Mutadid kalifa (892–902) csapatai bevonultak a bizánci határvidékre (Szugúr és Avászim), és elhódították az egész felső-mezopotámiai térséget. Emellett az addig fizetendő évi 300 000 dénárról 450 000-re emelték a helytartóság elismeréséért fizetendő évi adót, tovább súlyosbítva az állam helyzetét.
901-ben a Palmüra és Eufrátesz közti vidék beduinjai körében lázadás robbant ki az iszmáilita síita misszionárius, Zikravajh ibn Mihravajh két fia, a Tevés Ember (Száhib an-náka) és az Anyajegyes Ember (Száhib as-sáma) vezetésével. A nomádok 902-ben Rakka|Rakka városánál szétverték Tugdzs ibn Dzsuff csapatait, majd megostromolták Damaszkuszt, ahonnan csak jelentős sarc fejében voltak hajlandóak elvonulni. Ezután meghódították az Orontész-völgy fontosabb városait (Baalbek, Homsz, Hamá, Maarrat an-Numán, Szalamijja), és Aleppó meghódítását is megkísérelték. Ekkora a megerősödött bagdadi kormányzat úgy döntött, hogy a Túlúnidák tehetetlenségét látva beavatkozik. Muhammad ibn Szulajmán al-Kátib 903 novemberében elsöprő győzelmet aratott a lázadók felett. Al-Muktafi kalifa hadainak megjelenését látva Ibn Dzsuff, majd Fáik és Badr is átállt a teljes seregével együtt.
Szíria és Palesztina elvesztése hatására Hárún két nagybátyja, Ali és Sajbán összeesküvést szőtt ellene, és 905. január 1-jén meggyilkolták az éppen részeg uralkodót. A trónt Sajbán foglalta el, de a meginduló abbászida támadást már ő sem tudta kivédeni.